# Шемберев, Максим Романович
Максим Романович Шемберев (азерб. Maksim Romanoviç Şemberev; род. 25 сентября 1993, Киев) — азербайджанский пловец украинского происходения, четырёхкратный золотой медалист Игр исламской солидарности 2017. Участник Олимпийских игр 2012 и Олимпийских игр 2020.

## Биография
Максим Романович Шемберев родился 25 сентября 1993 года в столице Украины, городе Киев. Окончил Киевский национальный торгово-экономический университет.
Выступал за Украину на Олимпийских играх 2012 года в Лондона. На этих играх Шемберев на дистанции 200 метров комплексным плаванием занял лишь 33-е место из 36 участников и не смог пробиться в полуфинал. На дистанции же 400 метров комплексным плаванием Шемберев занял 15-е место в предварительном заплыве и завершил выступление.
В 2015 сменил гражданство и стал выступать за сборную Азербайджана. В 2017 году на Играх исламской солидарности в Баку Максим Шемберов завоевал четыре золотые медали. В сентябре 2018 года Шемберев во втором этапе Кубка мира по плаванию, который состоялся в столице Катара Дохе, взял золото на дистанции 200 метров брасом и серебро на дистанции 400 метров в комплексном плавании.
В 2019 году на чемпионате мира 2019 года в южнокорейском городе Гуанчжоу занял 6-место, став первым азербайджанским пловцом в истории, пробившимся в финал чемпионатов мира. Показав на этом турнире результат в 4 мин 14,10 сек (400 м комплексным плаванием), Шемберев также получил лицензию на Олимпиаду-2020.
В марте 2021 года на прошедшем в Риге лицензионном турнире «Latvian Open 2021» Максим Шемберев завоевал 2 золотые медали в плавании смешанным стилем (400 м) и вольным стилем (1500 м).
На второй для себя Олимпиаде в Токио Шемберов прошёл дистанцию 400 метров комплексным плаванием за 4:19,40 мин. и стал последним, восьмым во второй подгруппе. В итоговом протоколе он стал 26-м среди 29-и участников и завершил выступление.